# Liste der denkmalgeschützten Objekte in Berwang
Die Liste der denkmalgeschützten Objekte in Berwang enthält die 12 denkmalgeschützten, unbeweglichen Objekte der Tiroler Gemeinde Berwang.

## Denkmäler
| Foto  |                 | Denkmal | Standort                                           | Beschreibung | Metadaten |
| ----- | --------------- | --- | -------------------------------------------------- | --- | --- |
| ja    | Datei hochladen | Pension Bergheim HERIS-ID: 70911 Objekt-ID: 84054 TKK: 24833                                                   | Berwang 4 Standort KG: Berwang                     | Der 1931/32 nach Plänen von Siegfried Mazagg errichtete Bau besteht aus einem großteils gemauerten und unverschalten Erdgeschoß und mit dunklem Holz verschalten Obergeschoßen, die nach Norden von einem geneigten Pultdach abgeschlossen werden. Die Fassade ist durch Vor- und Rücksprünge, unterschiedliche Baumaterialien, Farbgebung und Fensterformen gestaltet. An der Südostecke befindet sich ein turmartig vorspringender Bauteil, der bis ins Erdgeschoß verschalt ist. Im Inneren hat sich die Originaleinrichtung teilweise erhalten. | BDA-Hist.: Q38126313 Status: Bescheid Stand der BDA-Liste: 2025-06-30 Name: Pension Bergheim GstNr.: .7 Bergheim, Berwang                                                                              |
| ja BW | Datei hochladen | Dorfbrunnen HERIS-ID: 64197 Objekt-ID: 76903 TKK: 33390                                                        | gegenüber Berwang 10 Standort KG: Berwang          | Der Laufbrunnen am Kirchplatz wurde 1988/89 aufgestellt. Das achteckige Becken trägt Bronzetafeln zur Geschichte Berwangs. Die Brunnenfigur des Apostels Jakobus des Älteren stammt von Johann Weinhart. | BDA-Hist.: Q38105688 Status: § 2a Stand der BDA-Liste: 2025-06-30 Name: Dorfbrunnen GstNr.: 21 |
| ja    | Datei hochladen | Kath. Pfarrkirche hl. Jakobus d. Ä. und Friedhof HERIS-ID: 64192 Objekt-ID: 76898 TKK: 24806                   | gegenüber Berwang 12 Standort KG: Berwang          | Die Pfarrkirche im Süden des Dorfplatzes ist vom ummauerten Friedhof umgeben. Der Chor und der Turm sind gotisch; das im Vergleich zum Chor größer dimensionierte vierjochige Langhaus ist barock. Der geschnitzte Hochaltar ist mit 1945 bezeichnet; die Kanzel stammt aus der Mitte des 18. Jahrhunderts. | BDA-Hist.: Q38105678 Status: § 2a Stand der BDA-Liste: 2025-06-30 Name: Kath. Pfarrkirche hl. Jakobus d. Ä. und Friedhof GstNr.: .10, 16, 18, .11, 17 Pfarrkirche hl. Jakobus d. Ä., Berwang           |
| ja    | Datei hochladen | Kath. Filialkirche Antoniuskirche HERIS-ID: 58937 Objekt-ID: 69837 TKK: 24810                                  | bei Bichlbächle 5 Standort KG: Bichlbächle         | Die Kirche mit rechteckigem Betraum und Dreiachtelchor wurde 1735/36 an Stelle einer älteren Kapelle erbaut. Bild und Figuren am Hochaltar stammen aus der Zeit um 1700. | BDA-Hist.: Q38085370 Status: § 2a Stand der BDA-Liste: 2025-06-30 Name: Kath. Filialkirche Antoniuskirche GstNr.: .24 Antoniuskapelle, Bichlbächle                                                     |
| ja    | Datei hochladen | Kath. Filialkirche Expositurkirche Mariae Heimsuchung mit Friedhof HERIS-ID: 58936 Objekt-ID: 69836 TKK: 24807 | gegenüber Kleinstockach 4 Standort KG: Bichlbächle | Die Expositurkirche mit Westturm wurde 1842/43 erbaut. Im Inneren stehen ein neuromanischer Hochaltar sowie zwei gezimmerte Seitenaltäre. | BDA-Hist.: Q38085359 Status: § 2a Stand der BDA-Liste: 2025-06-30 Name: Kath. Filialkirche Expositurkirche Mariae Heimsuchung mit Friedhof GstNr.: .1 Expositurkirche Mariä Heimsuchung, Kleinstockach |
| ja    | Datei hochladen | Ortskapelle Maria Opferung HERIS-ID: 64201 Objekt-ID: 76907 TKK: 24819                                         | Mitteregg 4, in der Nähe Standort KG: Mitteregg    | Die 1701 errichtete Kapelle in Mitteregg ist ein Mauerbau mit polygonalem Chorschluss und steilem, schindelgedecktem Satteldach mit hölzernem Giebelreiter mit Zwiebelhaube. An der Eingangsfassade befindet sich ein Rundbogenportal, der Innenraum ist flach gedeckt und mit einem Chorbogen gegliedert. | BDA-Hist.: Q38105728 Status: § 2a Stand der BDA-Liste: 2025-06-30 Name: Ortskapelle Maria Opferung GstNr.: .5 Marienkapelle, Mitteregg                                                                 |
| BW    | Datei hochladen | Kapelle zu den sieben Schmerzen Mariens HERIS-ID: 64200 Objekt-ID: 76906 TKK: 24818                            | gegenüber Brand 8 Standort KG: Rinnen              | Die Kapelle besteht aus einem rechteckigen Gebetsraum unter einem Glockendachreiter und einem leicht eingezogenen Chor. Das Altarbild der schmerzhaften Maria entstand um 1700, die Bilder des linken und rechten Seitenaltars Anfang des 18. Jahrhunderts. | BDA-Hist.: Q38105718 Status: § 2a Stand der BDA-Liste: 2025-06-30 Name: Kapelle zu den sieben Schmerzen Mariens GstNr.: .65                                                                            |
| BW    | Datei hochladen | Ölberg-Kapelle HERIS-ID: 64199 Objekt-ID: 76905 TKK: 24815                                                     | nördlich Brand 13 Standort KG: Rinnen              | Die einfache Wegkapelle neben der Straße stammt vermutlich aus dem 20. Jahrhundert. Ein Vorgängerbau ist kartografisch 1856 nordwestlich des heutigen Standortes dokumentiert. Die Kapelle hat einen polygonalen Chorschluss und ein schindelgedecktes Satteldach. Das Innere ist durch ein Holzgatter mit Außenläden verschlossen. | BDA-Hist.: Q38105708 Status: § 2a Stand der BDA-Liste: 2025-06-30 Name: Ölberg-Kapelle GstNr.: 622/2                                                                                                   |
| BW    | Datei hochladen | Kapelle zu den Vierzehn Nothelfern HERIS-ID: 64191 Objekt-ID: 76897 TKK: 24817                                 | bei Brand 14 Standort KG: Rinnen                   | An den rechteckigen Betraum der Kapelle schließt ein eingezogener Dreiachtelchor an. Der Hauptaltar ist mit 1767 bezeichnet und zeigt ein Gemälde der Maria mit Kind und den 14 Nothelfern. | BDA-Hist.: Q38105669 Status: Bescheid Stand der BDA-Liste: 2025-06-30 Name: Kapelle zu den Vierzehn Nothelfern GstNr.: .55                                                                             |
| BW    | Datei hochladen | Ortskapelle hl. Sebastian HERIS-ID: 64198 Objekt-ID: 76904 TKK: 24814                                          | gegenüber Rinnen 38 Standort KG: Rinnen            | Die Kapelle mit einem Saalraum und leicht eingezogenem Dreiachtelchor wurde Anfang des 17. Jahrhunderts erbaut. Der Hochaltar-Aufbau entstand um 1640; die Statue des heiligen Sebastian auf dem Tabernakelsockel wurde 1637 gestiftet. | BDA-Hist.: Q38105698 Status: § 2a Stand der BDA-Liste: 2025-06-30 Name: Ortskapelle hl. Sebastian GstNr.: .1                                                                                           |
| BW    | Datei hochladen | Kapelle Spitzeck, Spitzegg HERIS-ID: 65784 Objekt-ID: 78650 TKK: 24821                                         | Rinnen Standort KG: Rinnen                         | Die Kapelle wurde um 1900 erbaut. Der Mauerbau weist einen eingezogenen Rundchor, spitzbogig geschlossene Fensteröffnungen und ein steiles, schindelgedecktes Satteldach mit gotisierendem Giebelreiter auf. Der flach gedeckte Innenraum mit kleiner Chornische wurde stark verändert. | BDA-Hist.: Q38111634 Status: § 2a Stand der BDA-Liste: 2025-06-30 Name: Kapelle Spitzeck, Spitzegg GstNr.: 781/2                                                                                       |
| BW    | Datei hochladen | Sebastiansstöckl HERIS-ID: 65785 Objekt-ID: 78651 TKK: 24811                                                   | Rinnen Standort KG: Rinnen                         | Der gemauerte Nischenbildstock an der Straße von Berwang nach Rinnen wurde um 1986 errichtet. In der vergitterten Rundbogennische beherbergt er eine barocke Holzskulptur des hl. Sebastian vom Anfang des 18. Jahrhunderts. | BDA-Hist.: Q38111642 Status: § 2a Stand der BDA-Liste: 2025-06-30 Name: Sebastiansstöckl GstNr.: 458/1                                                                                                 |